# Севастьянова Кароліна Андріївна
Кароліна Андріївна Севастьянова (25 квітня 1995) — російська гімнастка, олімпійська чемпіонка. У 2018 році закінчила МДУ (Вища школа культурної політики та управління в гуманітарній сфері).

## Виступи на Олімпіадах
| Олімпіада   | Дисципліна | Місце |
| ----------- | ---------- | ----- |
| Лондон 2012 | групові    | 1     |